# Celastrina argiolus
La náyade (Celastrina argiolus) es una de las especies actualmente reconocidas en el género Celastrina, de la familia Lycaenidae. Es una pequeña  mariposa azul descrita por Carlos Linneo en 1758 como Papilio argiolus. Su nombre común es el de las náyades de la mitología griega haciendo referencia al hábitat típico de esta especie, cerca de cursos de agua, en lugares sombríos y húmedos.

## Descripción

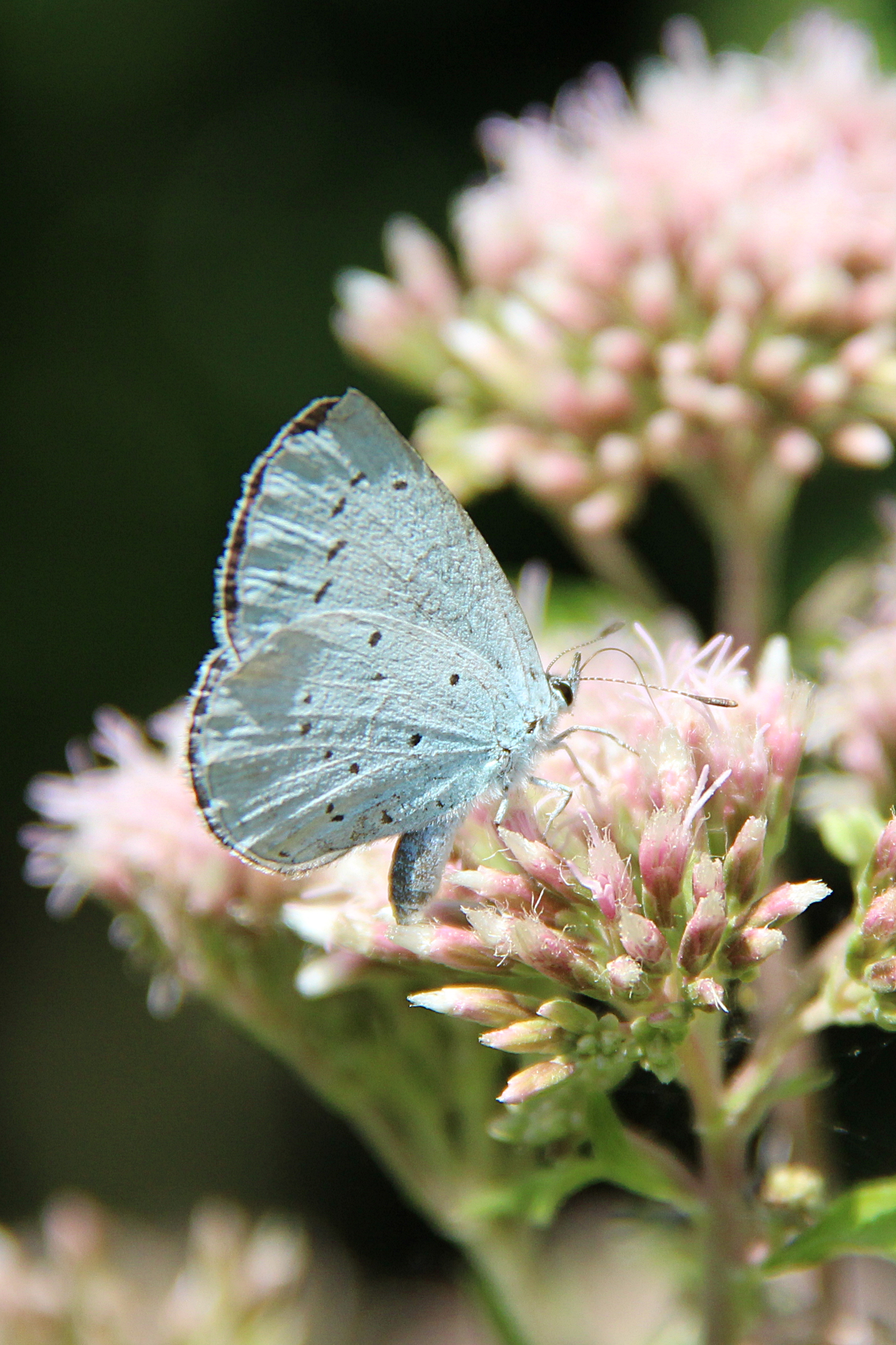
Náyade (♀)

Son pequeñas, de 2,5 a 3 cm de envergadura, más grandes las hembras que los machos. El anverso o cara superior de las alas de los machos presenta un color azul cobalto o violáceo pálido; las alas anteriores (de entre 13 y 17 mm) poseen los márgenes y el ápice de color negro, y las posteriores también están bordeadas de oscuro con un punto en el ápice. El reverso es de un azul muy pálido, casi blanquecino; las anteriores tienen una línea oscura en la parte distal de la celda, cortos trazos negros en la serie postdiscal y vestigios de trazos en la zona submarginal; las posteriores tienen tres pequeños puntos negros orlados de blanco en la zona basal, trazo en la celda, otros dos puntos en la zona discal más cercana a la costa y una serie de puntos negros orlados de blanco postdiscal incompleta. Las hembras son muy similares, con el reverso de las alas prácticamente igual al de los machos y el anverso de azul cobalto y negro; las anteriores con una ancha banda submarginal-apical de color marrón o negro y las posteriores con manchas marrones o negras distribuidas por la costa y por la zona apical, y con una serie de puntos negros submarginales. Las hembras de la segunda generación tienen un color azul más oscuro, la mancha negruzca más extendida y la costa de las posteriores oscura.
Como el resto de especies de su familia las orugas son algo aplanadas, con finos pelos, cabeza retráctil y aspecto de babosa. Los imagos presentan en sus cabezas palpos largos y blancos, ojos grandes y oscuros y antenas anilladas en blanco. Ambos sexos poseen tres pares de patas funcionales para caminar o agarrarse, con alas fuertes y bien proporcionadas que les permiten volar rápidamente, posándose en bebederos o charcas en los calurosos días de verano.

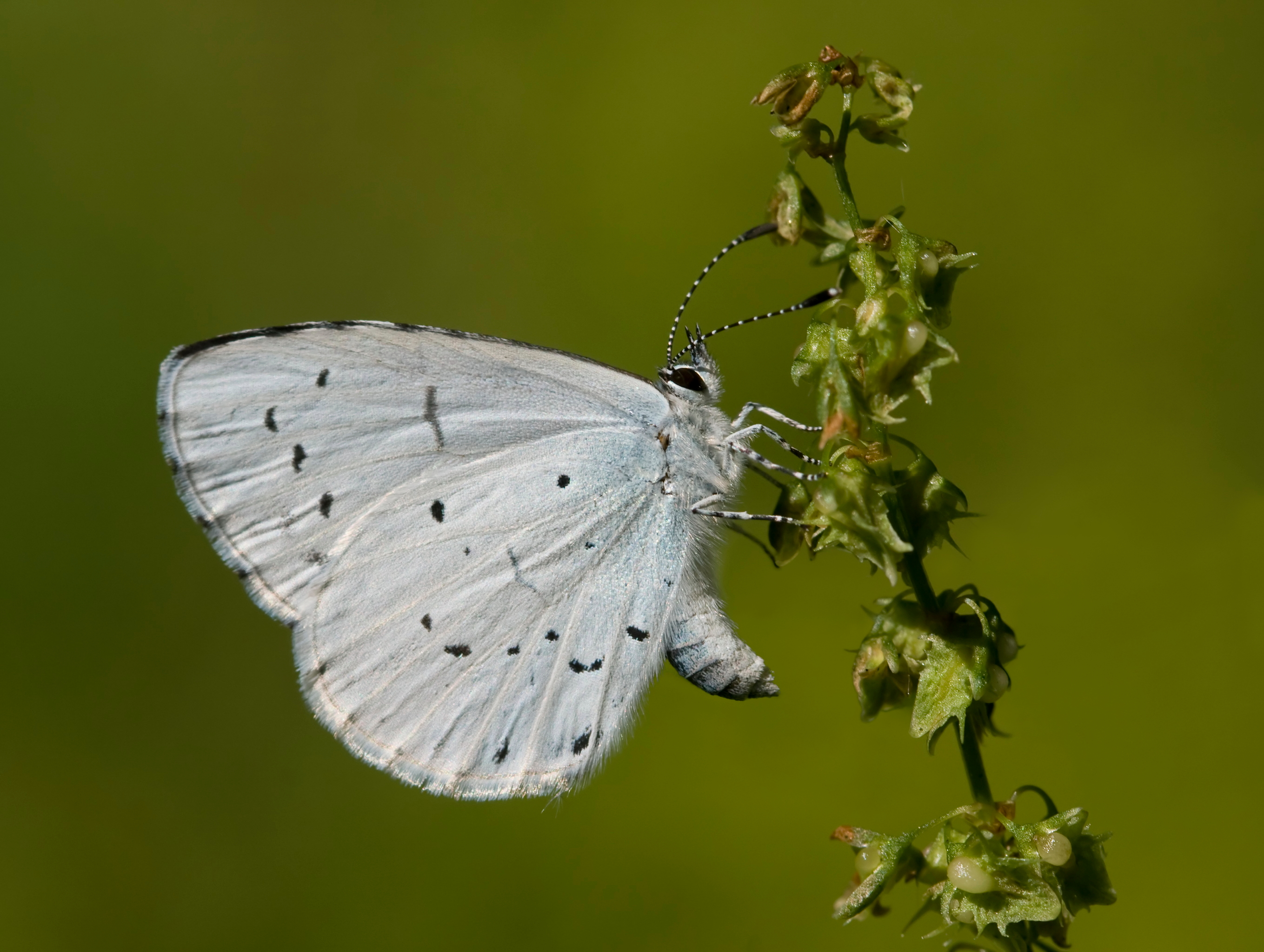
C. argiolus con las alas plegadas.

## Ciclo biológico
Suele tener dos generaciones anuales, una en la primavera, de abril a junio, y otra en verano, en julio y agosto. Una tercera generación puede aparecer durante el mes de septiembre en aquellos lugares donde el verano se alarga.
Los huevos son depositados por las hembras en las yemas florales, semillas y hojas jóvenes de sus plantas nutricias. Una vez eclosionadas, las larvas se asocian con hormigas de varios géneros, como Lassius, Camponotus o Formica, y se alimentan de una gran diversidad de plantas, entre las que se encuentran la yedra, clemátide, acebo, brezo, piorno, aulaga, retama, socarrillo, frambueso, reina de los prados, casis, grosellero, grosella espinosa europea, arraclán, espino cerval, altramuz, arándanos, agracejo, trébol japonés, veza, kudzu, glicina japonesa, diferentes especies de cornejo, manzano, ciruelo chino, bonetero, tojo, asteráceas del género Arctium, Rubus fruticosus, Caragana frutex, Chamaecystis sp., Cuscuta engelmannii, C. lehmanniana, Sophora flavescens, Desmodium oxyphyllum, Aralia elata, Euodia meliifolia, Reynoutria japonica, Staphylea bumalda o varias especies del género Symphoricarpos.

## Distribución y hábitat

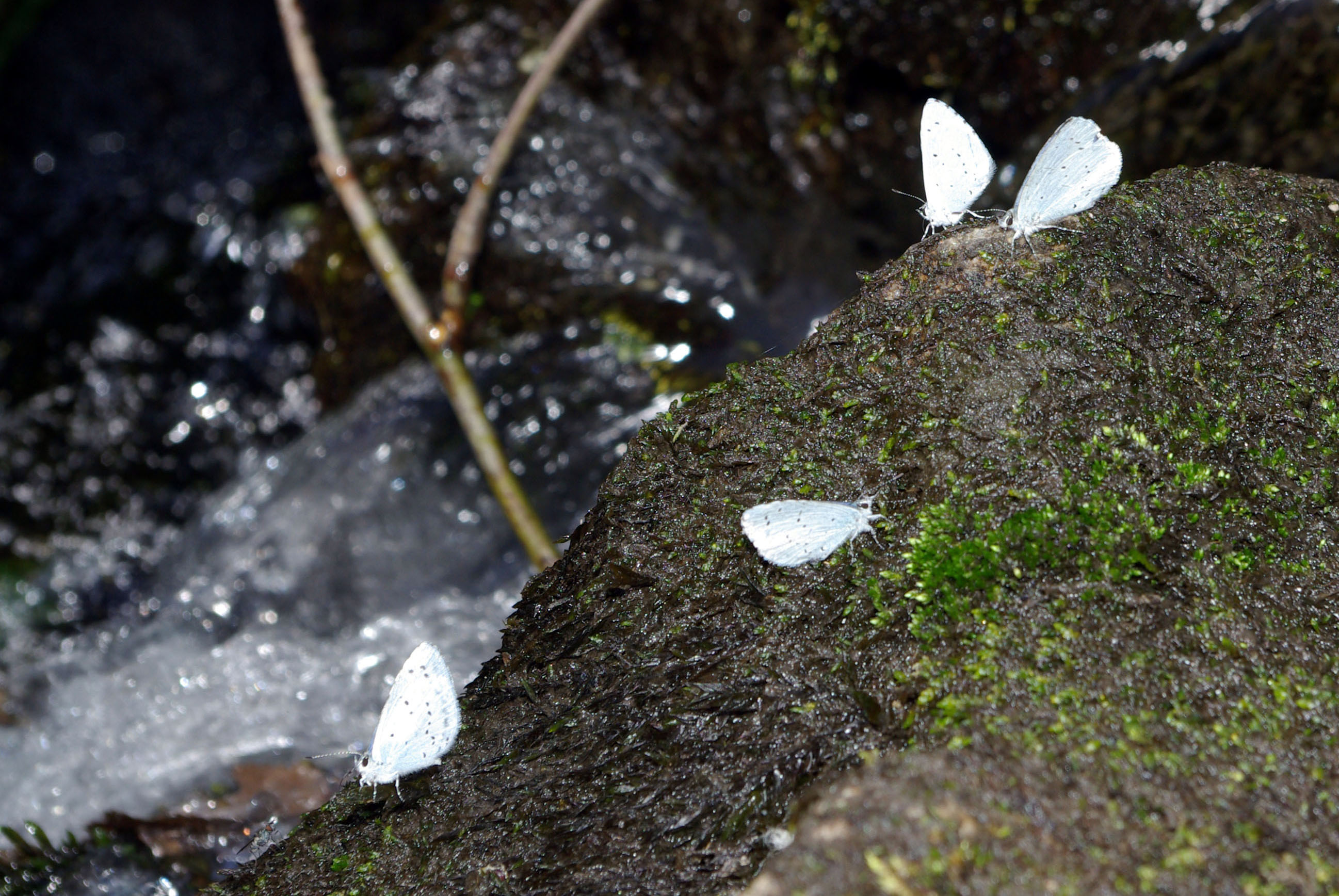
Es una especie muy asociada a los cursos de agua.

De distribución paleártica y neártica, ocupa toda la Europa continental desde el Mediterráneo hasta el sur de la península escandinava, sur de las islas británicas, islas mediterráneas y norte de África. Por el este su rango de distribución llega hasta Japón y también se encuentra en Norteamérica.
Los bosques de ribera, los prados y los matorrales cercanos a los ríos y arroyos son sus hábitat naturales, también en bosques claros, desde zonas bajas hasta los 1500 m de altitud, pero también en zonas urbanizadas, en parques y jardines.

## Subespecies y sinonimia
Se han descrito al menos 7 subespecies: C. a. argiolus, C. a. calidogenita, C. a. caphis, C. a. echo, C. a. gozora, C. a. landonides y C. a. pseudargiolus.
La subespecie Celastrina argiolus ssp. calidogenita es un endemismo del norte de la península ibérica.
A lo largo de los años diversos autores han denominado a esta especie con distintos sinónimos:
- Papilio argiolus Linnaeus, 1758
- Papilio cleobis Sulzer, 1776
- Papilio marginatus Retzius, 1783
- Papilio acis Fabricius, 1787
- Lycaenopsis argiolus r. britanna Verity, 1919
- Lycaenopsis argiolus f. calidogenita Verity, 1919